# Ranchal
Ranchal ist eine französische Gemeinde  mit 311 Einwohnern (Stand: 1. Januar 2022) im Département Rhône in der Region Auvergne-Rhône-Alpes. Sie gehört zum Arrondissement Villefranche-sur-Saône und zum Kanton Thizy-les-Bourgs (bis 2015: Kanton Lamure-sur-Azergues). Die Einwohner werden Ranchalais genannt.

## Lage
Ranchal liegt 52 Kilometer nordnordwestlich von Lyon, etwa 27 Kilometer ostnordöstlich von Roanne und rund 28 Kilometer nordwestlich von Villefranche-sur-Saône. Umgeben wird Ranchal von den Nachbargemeinden Belleroche im Norden, Poule-les-Écharmeaux im Osten, Saint-Nizier-d’Azergues im Südosten, Saint-Bonnet-le-Troncy im Süden, Saint-Vincent-de-Reins im Süden und Südwesten, Cours mit Thel im Westen sowie Belmont-de-la-Loire im Nordwesten.

## Bevölkerungsentwicklung
| Jahr                       | 1962 | 1968 | 1975 | 1982 | 1990 | 1999 | 2006 | 2013 |
| Einwohner                  | 380  | 347  | 282  | 293  | 218  | 267  | 310  | 309  |
| Quellen: Cassini und INSEE |      |      |      |      |      |      |      |      |

## Sehenswürdigkeiten
- Kirche Notre-Dame-de-la-Rochette